# Minerva (Tossa de Mar)
Minerva és una escultura de Frederic Marès, situada davant del mar, al municipi de Tossa de Mar (Selva). Es tracta d'una gran escultura de dimensions considerables, aproximadament d'uns cinc metres, que té com a matèria primera el bronze. Forma part de l'Inventari del Patrimoni Arquitectònic de Catalunya.

## Descripció
La deessa apareix representada amb els atributs característics de la guerra, com són el casc, l'escut i la llança. La seva posició és molt estàtica i hieràtica, que sumat als plecs esquemàtics del vestit transmet a l'espectador, que la contempla, una sensació inexpressiva de fredor i atemporalitat. L'escultura està ubicada sobre d'un gran pedestal erecte construït amb grans carreus de pedra regulars i ben desbastats, en el qual s'ha fixat una placa de metall la qual porta gravada la inscripció següent: "DIVA MINERVA / OCVLIS ARDENTIBVS / AURIBVS INTENTIS / MENTE ACUTA / PECTORE FERVIDO / EFRENATIS ARTIBVS / IVRO OBSTESTORQUE VOS / ROMANI IBERIQVE RERVM / HVMANARVM SCIENTIAM / HOC INVENT MARE"

## Història
La vinculació de l'escultor Frederic Marès i Deulovol amb Tossa provenia de molt enllà, però es va veure notablement enfortida per la presidència del jurat del Concurs Internacional de Pintura Ràpida de Tossa que va ostentar entre 1964 i 1982.
El 1970, en agraïment a l'Ajuntament per haver-li dedicat un carrer a la vila, l'escultor va mostrar la seva disposició a obsequiar Tossa amb una obra seva. El projecte inicial de l'artista era fer un tribú romà en homenatge a Vitalis, propietari de la vila romana dels Ametllers, però a la fi es va decidir per fer una escultura de la Deessa Minerva. El projecte no realitzat del tribú romà està constatat per l'esment que se'n fan als llibres d'actes dels plens de l'Ajuntament, i ha vingut recentment corroborat des del Museu Frederic Marès de Barcelona, quan en un inventari d'obres han localitzat en els seus dipòsits un motlle d'aquest tribú que no va arribar mai a Tossa, sense que a hores d'ara se'n coneguin les causes tot i haver-ho intentat esbrinar.
La Deessa Minerva va ser l'obra que finalment Marès va obsequiar Tossa, però tampoc no es va instal·lar en el lloc per al qual havia estat concebuda: les roques sota Sa Fisoleta, a la carretera d'accés al Far i la Vila Vella. I és que les característiques de l'obra van aixecar una forta campanya popular en contra de l'emplaçament de l'escultura en aquest indret, al·legant que la seva col·locació trencaria el perfil històric i monumental de les muralles i el conjunt de la Vila Vella.
Joves artistes com Bonaventura Anson i Ramon Barnils i Folguera van incitar a la polèmica proposant la seva ubicació a la placeta del Museu o, desqualificant l'artista, respectivament. Per la seva banda, Lola Becha i altres artistes tampoc ho veien amb bons ulls, i fins i tot hi va haver qui proposava fondejar-la sota el mar. Tal va ser la polèmica que la forta oposició va obligar l'alcalde, Sebastià Coris Mestres, a plantejar el canvi d'ubicació. En una carta del mateix Marès al secretari Joan Sardà, datada el 8 de setembre de 1973, l'escultor manifestava: "tinc el propòsit d'acceptar l'emplaçament que indica el Sr. Alcalde, voldria evitar més xafarderies del poble. Es podria col·locar a l'altra banda de platja. Front a la Vila Vella"
És així com finalment es va alçar a l'altra banda de la badia, en un pedestal a Sa primera glorieta de l'antic camí de la Mar Menuda, convertida el 1969 en avinguda de Sant Ramon de Penyafort. Tanmateix la polèmica va continuar, i un parell de dies abans de la inauguració, el 25 d'agost de 1979, l'escultura va ser objecte d'un atemptat en tirar-li pintura al rostre. El fet que l'estàtua hagués estat pensada per a un emplaçament oposat al que se li va donar, explica que el rostre de la Deessa no es vegi bé des de la vila. D'altra banda, l'incident va estar a punt de provocar que l'artista acabés per no portar la seva escultura a Tossa.